# ميسايل رياسكوس
جون ميسايل رياسكوس سيلفا (بالإسبانية: Misael Riascos)‏ (من مواليد 29 مارس 1991) لاعب كرة قدم كولومبي لعب سابقاً في نادي الباطن.

## روابط خارجية
- ميسايل رياسكوس على موقع قاعدة بيانات كرة القدم.إي يو (الإنجليزية)
- ميسايل رياسكوس على موقع Soccerway.com (الإنجليزية)
- ميسايل رياسكوس على موقع AS.com (الإسبانية)